# Mus baoulei
Mus baoulei é uma espécie de roedor da família Muridae.
Pode ser encontrada no leste da Guiné e na Costa do Marfim, também ocorre no Togo, e sua presença é incerta na Serra Leoa e Gana. Sua ocorrência é simpátrica com as espécies Mus minutoides e Mus setulosus.